# 周訪
周 訪（しゅう ほう、260年 - 320年）は、西晋から東晋にかけての武将。字は士達。廬江郡尋陽県の出身。本貫は汝南郡安成県。祖父は呉の威遠将軍周纂。父は西晋の左中郎将周敏。西晋末期において、南方の反乱平定に尽力し、東晋政権樹立に大きな功を挙げた。しばしば陶侃と並び称される。

## 生涯

### 若き日
周訪の遠祖は周の平王の王子の姫烈とされ、周姓に改姓したという。後漢末の戦乱を避けて江南に移り、さらに呉の滅亡期に廬江郡尋陽県に移った。若い頃は度胸があり物事に臆さず、謙虚で礼儀正しいと評判であった。思い切りがあって気前が良く、施しを好んだので家にはいつも余財が無かった。やがて安陽県の功曹となった。ある時、当時廬江郡の散吏をやっていた陶侃と出会い、意気投合して親友となった。そして、陶侃を推薦して郡の主簿とした。周訪の娘は陶侃の子の陶瞻の正室に迎えられ、両者は親戚となった。やがて、周訪は華譚より孝廉に挙げられ、郎中・上甲県令に任じられた。しかしこれらを受けなかった。

### 華軼討伐
永嘉元年（307年）、琅邪王司馬睿は建業に入り、永嘉5年（311年）には鎮東大将軍に昇ると、周訪は参鎮東軍事を拝命した。この時期、江州刺史華軼は司馬睿からの命を拒絶したので、周訪は揚烈将軍に任じられ、1200の兵を従えて彭沢に進駐して華軼に備えた。しかし、周訪は華軼の天下を憂う志を高く評価しており、この軍事行動が司馬睿と華軼の仲をさらに悪化させることを嫌がり、尋陽の鄂陵に移った。間もなく永嘉の乱が起こると、司空荀藩は司馬睿を盟主に推戴し、司馬睿もこれを受け入れた。しかし、華軼は承服しなかったので、周訪は命を受け、甘卓・趙誘らを引き連れて華軼討伐に向かった。周訪はまず先に進軍してきた武昌郡太守馮逸を撃破し、柴桑へ敗走させた。勝ちに乗じて進撃すると、華軼は王約・傅札を始め1万人余りの増援を送り、湓口において迎え撃った。周訪は大勝して王約らを破ると、さらに彭沢へ進軍して水軍を率いる朱矩らを撃破した。元江州刺史衛展と豫章郡太守周広は華軼を裏切って背後から奇襲を掛け、軍は総崩れとなった。華軼が安城から逃走すると、周訪は追撃して遂に華軼を討ち取った。これにより、司馬睿は江州を手中に収めた。戦後、司馬睿は周訪を振武将軍・尋陽郡太守に任じ、鼓吹と曲蓋を下賜した。

### 杜弢の乱
その後、周訪は王敦と共に諸軍を率い、反乱を起こしていた杜弢の討伐に当たった。杜弢の兵士が桔槹を用いて周訪の船を攻撃すると、周訪は分叉の木棒を使って船の破壊を阻止させた。
建興3年（315年）、周訪は杜弢配下の張彦を討ち取った。だが、戦乱の最中に流れ矢を受け、2本の歯を折った。同日の黄昏時、周訪は反乱軍と河を隔てて対峙したが、反乱軍は周訪軍の何倍もの兵力を誇っており、まともに勝負は出来ないと思い、密かに一部の兵士に樵夫の恰好をして離れるよう命じた。その後、兵陣を構築して陣太鼓を鳴らしながら各陣を回り、大声で「左軍（左将軍王敦の軍）が来たぞ！」と叫ぶと、兵士は皆狂喜乱舞した。夜になると、周訪は兵士に命じて大量のたき火を行い、食事を作らせた。対岸の反乱軍は大軍が到来したと思い、夜に乗じて撤退した。周訪は気を緩めることなく、諸将へ対して「反乱軍は撤退した。だが、すぐに我が軍に援軍が無いことに気づき、必ずや戻ってくるであろう。出来るだけ早く河を渡って北に戻らねばなるまい」と語った。周訪は渡河を完了させると、橋を断って反乱軍が転進してくるのを防いだ。反乱軍は渡河出来なかった為、撤回して湘州へ戻った。周訪は態勢を立て直すと、水軍を率いて湘城へ進撃し、杜弢配下の杜弘を破った。功績により龍驤将軍に任じられ、また王敦の上表により豫章郡太守に任じられた。さらに征討都督を加えられ、尋陽県侯に封じられた。

### 杜曾撃破
建武元年（317年）、荊州刺史第五猗は、当時荊州で反乱を起こしていた杜曾と結託して挙兵した。第五猗らは漢沔の地に分けて軍を配備し、さらに平南将軍荀崧の守る宛城へ侵攻した。周訪は荀崧からの書簡を受け取ると、兵を率いて救援に向かい、敵軍を撃退した。
しばらくした後、陶侃は杜弢を討伐する大功を挙げたが、王敦はこれを妬んで広州刺史に左遷した。陶侃の旧将である鄭攀らは王敦に大いに不満を抱き、杜曾の軍に合流すると、王敦が陶侃に代わって荊州刺史に任命した王廙と対抗した。王廙は荊州入りを試みるも杜曾に敗れ、王敦配下の趙誘・朱軌らも杜曾との戦いの中で戦死し、荊州においてその威信は大いに響き渡った。司馬睿が周訪に杜曾討伐を命じると、周訪は8千の兵を率いて出撃した。周訪は左右に軍を分置して自らは中軍を率い、旗幟を高く掲げて進軍すると、杜曾は大いに恐れて先に兵を進めてきたが、周訪の両翼は決して動かなかった。杜曾はその勇猛さで名を馳せていたので、周訪は陣の後ろで雉を射殺して兵士の心を安定させた。さらに一部の配下へ、1度片翼が敗れたら3度陣太鼓を鳴らし、両翼が敗れたら6度陣太鼓を鳴らすよう命じた。周訪はすぐに精鋭800人を選抜して酒を振舞い、軽はずみな行動を取らずに隠密に動くよう命じた。両翼が皆敗れて6度太鼓が成ると、それを契機に精鋭を速攻で杜曾の本陣へ進撃させた。敵軍が崩れると、周訪は太鼓を打ち鳴らしながら突撃を掛け、杜曾を大いに打ち破って1000人以上を斬り殺した。さらに勝ちに乗じて進撃を続けると、杜曾の勢力は一気に崩壊した。杜曾により抑えられていた漢沔の地は全て周訪により平定され、杜曾は武当へ退いた。周訪はこれらの功績により南中郎将・都督梁州諸軍事・梁州刺史に任じられ、襄陽に駐屯した。これにより、ようやく王廙は荊州入りを果たすことが出来た。
大興2年（319年）、周訪は杜曾の守る武当へ奇襲を掛け、杜曾は戦わずして逃走して間もなく捕らえられた。周訪は杜曾を斬首し、第五猗らを王敦の下へ送った。戦後、周訪は安南将軍に任じられ、持節を与えられた。

### 王敦との対立
王敦が周訪へ杜曾討伐を依頼した時、杜曾を捕らえたならば周訪を荊州刺史に任じると約束した。しかし、その約束は一向に履行されなかったので、周訪は大いに怒った。王敦は信書を送って釈明を行い、さらに玉環・玉碗を贈り自らの厚意を示した。周訪はそれらを放り投げて「我の事をまさか商人か子供と思っているのか。このような宝物で我が喜ぶと思うか！」と激怒した。
周訪は襄陽へ着任中、農業と練兵を推し進め、群衆の意見に良く耳を傾けた。また自らの意思で地方官員を選び、任命した後に朝廷へ上表した。王敦は以前より謀反の心を抱いていたが、周訪の強大な軍事力を大いに恐れ、周訪が自分を決して支持していない事を知っていたので、敢えて事を為そうとしなかった。周訪もまた王敦が異心を抱いているのを知っており、その備えを怠らなかった。
周訪は幾度も軍功を立てたが、次第に謙虚になり勲功を言上しなくなった。更に功績を全て朝廷に帰結させたので、士人は皆大いに尊重したという。その上周訪は大衆を集める才能と人心を安定させる才能があったので、士卒は皆喜んで彼のために命を捧げたという。周訪は練兵を重ね、李矩と郭黙を始め河南一帯の東晋将軍と共に北伐を実行せんとしていた。
大興3年（320年）8月、周訪はこの世を去った。享年61であった。元帝は非常に嘆き悲しみ、周訪へ征西将軍を贈り、壮と諡した。さらに尋陽郡に記念碑を立てさせた。翌年には鎮西将軍の祖逖も死に、彼ら二人の死により王敦を抑える者はいなくなり、永昌元年（322年）に遂に反乱を起こすこととなる。

## 評価
明の時代、黄道周は「広名将伝」という書物を著し、周から明に至るまでの名将を顕彰した。周訪もその中に列位されている。

## 子女
周訪の息子は2人判明しており、一人は周撫といった。王敦の乱の際には王敦の側近となり、乱が平定されると逃走した。後に再び出仕し、桓温の成漢攻略にも従軍し、官位は益州刺史にまで至った。もう一人は周光と言い、王敦の乱に際して同じく王敦を支持した。王敦の死後、養子の王應はその死を発表せず、周光が王敦に会う要求も拒絶した。周光は王敦が既に死んでいることを見抜き、寝返って銭鳳を捕らえて朝廷に謝罪した。後に蘇峻の乱平定にも参与し、官位は尋陽郡太守にまで至った。娘も一人判明しており、陶侃の息子である陶瞻に嫁いだ。

## 逸話

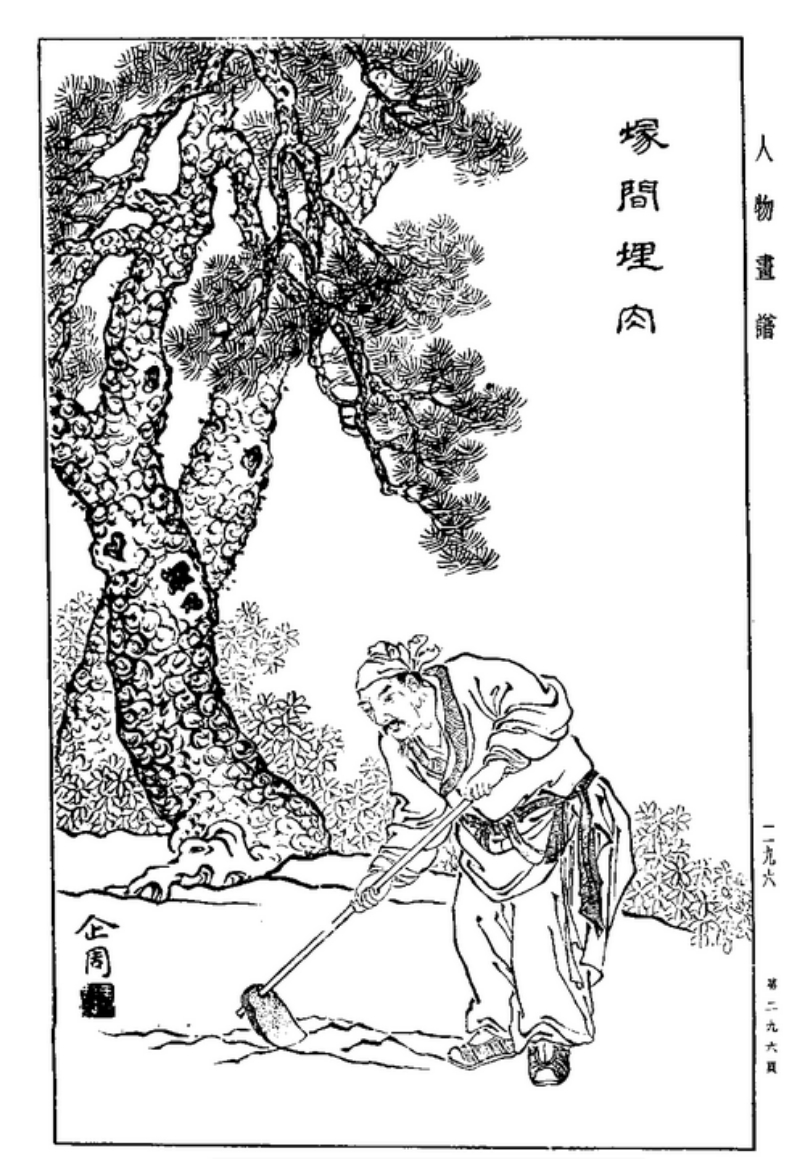
周訪

若い頃、郷里の人が周訪の家の牛を盗んで墓場で殺したことがあった。周訪はそれを発見したが、厳罰に処すのは忍びなく思い、密かに残っていた牛肉を埋葬し、他人にこのことを教えなかった。
周訪が鄂陵に駐屯する前の事、周訪と同姓同名の者が死罪に相当する犯罪を行った。だが、役人は間違えて周訪を逮捕しようとした。周訪は必死に弁解したが取り合ってもらえず、周訪は数十人の役人に反撃し、彼らを追い返した。そして、自ら司馬睿の下に出向いて釈明すると、ようやく誤解は解けたという。
陶侃が卑しい身分だった頃、父の喪があり、遺体を埋葬しようとした。そんな折、家から牛が消え、所在が全く分からなかった。すると、老父が現れ「目の前の山に牛が一匹見えるであろう。あそこはくぼ地になっており、もしあの場所に亡骸を埋葬すれば、君は人臣の位を極めることであろう」と言った。また、別の山を指さし「こちらの山はその次で、埋めれば2千石の身分となるであろう」と言い終わると、姿は見えなくなった。陶侃は牛を取り戻すと、その場所に父の遺体を埋葬した。また、もう一つの山の事を周訪へ教えた。周訪の父が亡くなると、彼もまた言われた通りに埋葬した。果たして陶侃は大いに出世し、周訪は高給を得ることとなった。
ある時、周訪と陶侃は揃って外出し、廬江郡の人相観である陳訓の下へ出向き、月旦評（人物批評）を頼んだ。陳訓は二人を見比べ「汝らは二人とも地方官吏（刺史）まで出世し、その功名もほぼ同等になるであろう。ただ、陶君は上寿（長寿）で、周君は下寿（短命ではないが長寿でもない）である。二人の優劣は寿命で決まるであろう」と予言した。周訪は陶侃より1歳年下であるが、やはり陶侃より14年早く亡くなった。